# Gymnadenia orchidis
Gymnadenia orchidis är en orkidéart som beskrevs av John Lindley.
Gymnadenia orchidis ingår i släktet brudsporrar och familjen orkidéer. Inga underarter finns listade i Catalogue of Life.